# Декан Коллегии кардиналов
Декан Коллегии кардиналов, Кардинал-декан, (лат. Decanus Sacrum Cardinalium Collegium), до 1983 года Декан Священной коллегии кардиналов — глава Коллегии кардиналов Римско-католической церкви, а также — всегда кардинал Римско-католической церкви епископского сана. Декан коллегии, согласно каноническому праву, руководит работой коллегии, но не имеет полномочий отдавать распоряжения другим кардиналам и считается «первым среди равных» (лат. primi inter pares). Для деканов коллегии, до последнего времени, не было установлено ограничений на занимаемый пост по возрасту. Папа Франциск 21 декабря 2019 года издал motu proprio рескрипт, согласно которому декан Коллегии кардиналов избирается на пятилетний срок с правом переизбрания, и сохранением титула декан-эмерит после отставки. С момента избрания декан обязан постоянно проживать в Риме.

## История
С середины XII века по середину XX века деканом коллегии становился кардинал, состоявший дольше всех остальных в чине кардинала-епископа одной из субурбикарных епархий. В 1917 году это традиционное положение стало требованием канонического права.
В 1965 году папа римский Павел VI в motu proprio Cardinalium consilio отменил этот порядок и уполномочил шесть кардиналов-епископов избирать нового декана, а также его заместителя — субдекана из своего числа. Избрание (формально до времени Иоанна Павла II) должно было подтверждаться папой римским.
21 декабря 2019 года Папа Франциск издаёт motu proprio, в котором постановляет, что в изменившихся условиях, декан Коллегии кардиналов будет избираться на пятилетний срок, с правом переизбрания, и сохранением титула декан-эмерит после отставки.

## Статус
Согласно пункту 4 статьи 350 Кодекса канонического права, кардинал-декан имеет «сан епархии Остия, вместе с таковым любой другой церкви, к которой он уже имеет сан»; то есть он присоединяет титул епископа Остии к своему прежнему титулу епископа субурбикарной епархии. Данный порядок введён в 1914 году, ранее, начиная с 1150 года деканы оставляли свою предшествующую епархию.

## Обязанности
Особые обязанности возлагаются на декана коллегии, главным образом, в период «Sede Vacante» и на время Конклава, избирающего нового Папу:
- Официально оповещает дипломатов иностранных держав о смерти Папы.
- В период «Sede Vacante» собирает кардиналов на конклав.
- Руководит процедурой избрания.
- После избрания нового Папы спрашивает у него, согласен ли новоизбранный принять на себя служение понтифика и какое имя он для себя избирает.
- Если избранный Папа не епископ, совершает над ним епископскую хиротонию. (ст. 355 Кодекса канонического права).

В случае если декан коллегии на момент конклава старше 80 лет и не имеет права в нём участвовать (а также если он недееспособен по какой-либо причине), его функции на конклаве выполняет его заместитель — Субдекан коллегии; если же они оба перешли возрастной порог для участия в конклаве — старейший по назначению кардинал (motu proprio папы Павла VI от 21 ноября 1970).

## Исторические прецеденты и современная ситуация
Восемь деканов Коллегии кардиналов были избраны папами римскими: Анастасий IV, Луций III, Григорий IX, Александр IV, Александр VI, Павел III, Павел IV и Бенедикт XVI. При том Бенедикт XVI был избран с поста декана через 450 лет после избрания Павла IV.
С 18 января 2020 года декан Коллегии кардиналов — итальянский кардинал Джованни Баттиста Ре. Вице-декан Коллегии кардиналов с 18 января 2020 года — аргентинский кардинал Леонардо Сандри.

## См.также
- Вице-декан Коллегии кардиналов
- Список деканов Коллегии кардиналов
- Список вице-деканов Коллегии кардиналов